# Una bona banda
Una bona banda (títol original: The Crew) és una pel·lícula estatunidenca dirigida per Michael Dinner estrenada el 2000. Ha estat doblada al català.

## Argument
Quatre delinqüents jubilats residents en un hotel de Miami Beach es veuen obligats a desallotjar-lo a causa d'un pla de construcció d'un hotel de luxe. Lluny de conformar-se, traçaran un pla per evitar la demolició de la seva residència, però acabaran ficats en un garbull amb un perillós narcotraficant. Per si no fos poc, la filla d'un d'ells, que és policia, anirà després de la seva pista.

## Repartiment
- Richard Dreyfuss: Bobby Bartellemeo / el narrador
- Burt Reynolds: Joey « Bato » Pistella
- Dan Hedaya: Mike « The Brick » Donatelli
- Seymour Cassel: Tony « Mouth » Donato
- Carrie-Anne Moss: Detectiu Olivia Neal
- Jennifer Tilly: Ferris « Maureen » Lowenstein
- Lainie Kazan: Pepper Lowenstein
- Miguel Sandoval: Raul Ventana
- Jeremy Piven: Detectiu Steve Menteer
- Casey Siemaszko: Bobby Bartellemeo, de jove
- Matthew Borlenghi: Joey « Bato » Pistella, de jove
- Billy Jayne: Tony « Mouth » Donato, de jove
- Jeremy Ratchford: Mike « The Brick » Donatelli, de jove
- Mike Moroff: Jorge
- José Zúñiga: Escobar
- Frank Vincent: Marty
- Louis Lombardi: Jimmy Whistles